# Светоназор
Светоназор или поглед на свет је појам југословенске филозофије настао превођењем немачког термина Weltanschauung на српски језик. Welt је немачка реч за „свет“, док Anschauung значи „поглед“ или „назор“. Поглед на свет је један од темељних концепта немачке филозофије и епистемологије који се односи на начин опажања света у најширем смислу. Он указује на оквир идеја и веровања помоћу којих појединац тумачи свет око себе (упореди: идеологија).